# Süsü, a rettentő
A Süsü, a rettentő a Süsü, a sárkány című bábfilmsorozat harmadik epizódja. A forgatókönyvet Csukás István írta.

## Cselekmény
Nincs pénz, és egyre rozogább a palota. Mit tegyenek? A kancellár fejéből kipattan a szikra: legyen Süsüből látványos idegenforgalmi mutatvány, csak tanuljon egy kicsit rettentő lenni.

## Alkotók
- Írta: Csukás István
- Dramaturg: Takács Vera
- Rendezte: Szabó Attila
- Zenéjét szerezte: Bergendy István
- Zenei rendező: Victor Máté, Oroszlán Gábor
- Operatőr: Abonyi Antal
- Segédoperatőr: Sárközi András
- Hangmérnök: Tóbel Béla
- Vágó: Balázsi Zsuzsa
- Báb- és díszlettervező: Lévai Sándor
- Grafikus: Gaál Éva
- Díszletépítő: Czövek János, Pugris Sándor
- Kellék: Szabó Zsuzsa
- Fővilágosító: Tréfás Imre
- Színes technika: Szabó László
- Felvételvezető: Bánhalmi Anna
- Pirotechnika: Varsányi Attila
- Rendezőasszisztens: Östör Zsuzsa, Réti Kata
- Fényképezte: Lippai Ágnes
- Gyártásvezető: Singer Dezső

- A bábok és díszletek az MTV díszletgyártó üzemének műhelyeiben készültek
- Készítette a Magyar Televízió

## Szereplők
- Süsü: Bodrogi Gyula
- Király: Sztankay István
- Királyné: Hűvösvölgyi Ildikó
- Kiskirályfi: Meixler Ildikó
- Öreg király: Csákányi László
- Kancellár: Kaló Flórián
- Dadus: Tábori Nóra
- Írnok: Haumann Péter
- Sárkányfűárus: Miklósy György
- Hadvezér: Balázs Péter
- I. Zsoldos (vörös szakállú): Horkai János
- II. Zsoldos (fekete szakállú): Zenthe Ferenc
- Pék: Usztics Mátyás
- Kocsmáros: Képessy József
- Zöldséges Kofa: Hacser Józsa
- Asszony: Báró Anna
- Öregasszony: Vay Ilus
- Borbély: Szombathy Gyula
- Toronyőr: Vándor József
- I. Favágó (bajszos): Soós Lajos
- II. Favágó (borostás): Horváth József
- Turisták: ?
- További szereplők: Balogh Klári, Csepeli Péter, Györkös Kató, Horváth Károly, Kaszás László, Koffler Gizi, Kovács Enikő, Langer Ede, Simándi József, Varanyi Lajos
- Közreműködik: Astra Bábegyüttes, Bergendy együttes

## Betétdalok
- Én vagyok a híres egyfejű (főcím) – Előadja: Bodrogi Gyula, Bergendy együttes
- Lesz majd pénzünk, lesz majd pénzünk, lesz majd pénzünk mindenre! – Előadja: Kaló Flórián, Balázs Péter, Haumann Péter, Sztankay István, Horkai János, Zenthe Ferenc
- Rettegj, féljél és borzadj... – Előadja: Haumann Péter, Zenthe Ferenc, Báró Anna, Hacser Józsa, Vay Ilus, Szombathy Gyula
- Rettegj, féljél és borzadj... (repríz) – Előadja: Vándor József, Bergendy együttes
- Végefőcím – Előadja: Bodrogi Gyula, Meixler Ildikó, Tábori Nóra, Sztankay István, Bergendy együttes

## Hangjáték
Ebből az epizódból hangjáték is készült az 1985. október 14-én megjelent Süsü 2.: Süsü újabb kalandjai című nagylemezben a Hungaroton hanglemezgyártó vállalat jóvoltából, ami pár év alatt aranylemez lett.
Alkotók:
- Írta: Csukás István
- Zenéjét szerezte: Bergendy István
- Rendezte: Szabó Attila
- Hangmérnök: Horváth János
- Zenei rendező: Oroszlán Gábor
- Felvételvezető: Csepeli Péter

Szereposztás:
- Süsü: Bodrogi Gyula
- Sárkányfűárus: Miklósy György
- Király: Sztankay István
- Kancellár: Kaló Flórián
- Írnok: Mikó István
- Királyné: Hűvösvölgyi Ildikó
- Dada: Tábori Nóra
- Öreg király: Csákányi László
- Kiskirályfi: Meixler Ildikó
- Zsoldos I.: Zenthe Ferenc
- Zsoldos II.: Horkai János
- Pék: Usztics Mátyás
- Kocsmáros: Képessy József
- Zöldséges kofa: Hacser Józsa
- Favágó I.: Márkus Ferenc
- Favágó II.: Horváth József
- Toronyőr: Szombathy Gyula
- Kövér: Vándor József
- Asszony: Báró Anna
- Hadvezér: Balázs Péter

Közreműködik a Bergendy Szalonzenekar és a Budapesti Operettszínház zörejszínészei.

## Érdekességek
- Ebben az epizódban a turisták (későbbi epizódokból kiderülve) eredetileg Petrence király embereiből, Torzonborz király seregéből és a Tudományok Várának tudós embereiből áll.